# Finale de la Coupe UEFA 1971-1972
La finale de la Coupe UEFA 1971-1972 est la 1re finale de la Coupe de l'UEFA, organisée par l'UEFA. Elle prend la forme d'une double confrontation aller-retour prenant place le 3 mai et 17 mai 1972, respectivement au stade Molineux de Wolverhampton, et au White Hart Lane de Londres, tous deux en Angleterre.
Elle oppose les deux équipes anglaises des Wolverhampton Wanderers et de Tottenham Hotspur. Au terme des deux rencontres, les Londoniens s'imposent sur le score de 3 buts à 2 (2-1 à l'aller, 1-1 au retour) et remportent la première édition de la Coupe de l’UEFA.

## Parcours des finalistes
Note : dans les résultats ci-dessous, le score du finaliste est toujours donné en premier (D : domicile ; E : extérieur).
| Wolverhampton Wanderers | Wolverhampton Wanderers | Wolverhampton Wanderers | Wolverhampton Wanderers | Tour                       | Tottenham Hotspur | Tottenham Hotspur | Tottenham Hotspur | Tottenham Hotspur |
| ----------------------- | ----------------------- | ----------------------- | ----------------------- | -------------------------- | ----------------- | ----------------- | ----------------- | ----------------- |
| Adversaire              | Total                   | Aller                   | Retour                  |                            | Adversaire        | Total             | Aller             | Retour            |
| Académica de Coimbra    | 7 - 1                   | 4 - 1 (D)               | 3 - 0 (E)               | Trente-deuxièmes de finale | ÍBK Keflavík      | 15 - 1            | 6 - 1 (E)         | 9 - 0 (D)         |
| ADO La Haye             | 7 - 1                   | 3 - 1 (E)               | 4 - 0 (D)               | Seizièmes de finale        | FC Nantes         | 1 - 0             | 1 - 0 (E)         | 0 - 0 (D)         |
| Carl Zeiss Iéna         | 4 - 0                   | 1 - 0 (E)               | 3 - 0 (D)               | Huitièmes de finale        | Rapid Bucarest    | 5 - 0             | 3 - 0 (D)         | 2 - 0 (E)         |
| Juventus FC             | 3 - 2                   | 1 - 1 (E)               | 2 - 1 (D)               | Quarts de finale           | UT Arad           | 3 - 1             | 2 - 0 (E)         | 1 - 1 (D)         |
| Ferencváros TC          | 4 - 3                   | 2 - 2 (E)               | 2 - 1 (D)               | Demi-finales               | AC Milan          | 3 - 2             | 2 - 1 (D)         | 1 - 1 (E)         |

## Matchs

### Match aller
| ·             |                     |  |
| Titulaires :  |                     |  |
|               |                     |  |
| 1             | Phil Parkes (en)    |  |
| 2             | Bernard Shaw (en)   |  |
| 3             | Gerry Taylor (en)   |  |
| 4             | Danny Hegan (en)    |  |
| 5             | Frank Munro         |  |
| 6             | John McAlle (en)    |  |
| 7             | Jim McCalliog       |  |
| 8             | Kenny Hibbitt (en)  |  |
| 9             | John Richards       |  |
| 10            | Derek Dougan        |  |
| 11            | Dave Wagstaffe (en) |  |
|               |                     |  |
| Remplaçants : |                     |  |
| 12            | Derek Parkin        |  |
| 13            | Rod Arnold (en)     |  |
| 14            | Hugh Curran (en)    |  |
| 15            | Steve Daley (en)    |  |
| 16            | Peter Eastoe (en)   |  |
|               |                     |  |
| Entraîneur :  |                     |  |
| Bill McGarry  |                     |  |

| ·              |                   |     |
| Titulaires :   |                   |     |
|                |                   |     |
| 1              | Pat Jennings      |     |
| 2              | Joe Kinnear       |     |
| 3              | Cyril Knowles     |     |
| 4              | Alan Mullery      |     |
| 5              | Mike England      |     |
| 6              | Phil Beal (en)    |     |
| 7              | Alan Gilzean      |     |
| 8              | Steve Perryman    |     |
| 9              | Martin Chivers    |     |
| 10             | Martin Peters     |     |
| 11             | Ralph Coates (en) | 68e |
|                |                   |     |
| Remplaçants :  |                   |     |
| 12             | Ray Evans (en)    |     |
| 13             | Barry Daines (en) |     |
| 14             | Terry Naylor (en) |     |
| 15             | John Pratt (en)   | 68e |
| 16             | Jimmy Pearce (en) |     |
|                |                   |     |
| Entraîneur :   |                   |     |
| Bill Nicholson |                   |     |

| ·             |                     |  |
| Titulaires :  |                     |  |
|               |                     |  |
| 1             | Phil Parkes (en)    |  |
| 2             | Bernard Shaw (en)   |  |
| 3             | Gerry Taylor (en)   |  |
| 4             | Danny Hegan (en)    |  |
| 5             | Frank Munro         |  |
| 6             | John McAlle (en)    |  |
| 7             | Jim McCalliog       |  |
| 8             | Kenny Hibbitt (en)  |  |
| 9             | John Richards       |  |
| 10            | Derek Dougan        |  |
| 11            | Dave Wagstaffe (en) |  |
|               |                     |  |
| Remplaçants : |                     |  |
| 12            | Derek Parkin        |  |
| 13            | Rod Arnold (en)     |  |
| 14            | Hugh Curran (en)    |  |
| 15            | Steve Daley (en)    |  |
| 16            | Peter Eastoe (en)   |  |
|               |                     |  |
| Entraîneur :  |                     |  |
| Bill McGarry  |                     |  |

| ·              |                   |     |
| Titulaires :   |                   |     |
|                |                   |     |
| 1              | Pat Jennings      |     |
| 2              | Joe Kinnear       |     |
| 3              | Cyril Knowles     |     |
| 4              | Alan Mullery      |     |
| 5              | Mike England      |     |
| 6              | Phil Beal (en)    |     |
| 7              | Alan Gilzean      |     |
| 8              | Steve Perryman    |     |
| 9              | Martin Chivers    |     |
| 10             | Martin Peters     |     |
| 11             | Ralph Coates (en) | 68e |
|                |                   |     |
| Remplaçants :  |                   |     |
| 12             | Ray Evans (en)    |     |
| 13             | Barry Daines (en) |     |
| 14             | Terry Naylor (en) |     |
| 15             | John Pratt (en)   | 68e |
| 16             | Jimmy Pearce (en) |     |
|                |                   |     |
| Entraîneur :   |                   |     |
| Bill Nicholson |                   |     |

### Match retour
| ·              |                   |  |
| Titulaires :   |                   |  |
|                |                   |  |
| 1              | Pat Jennings      |  |
| 2              | Joe Kinnear       |  |
| 3              | Cyril Knowles     |  |
| 4              | Alan Mullery      |  |
| 5              | Mike England      |  |
| 6              | Phil Beal (en)    |  |
| 7              | Alan Gilzean      |  |
| 8              | Steve Perryman    |  |
| 9              | Martin Chivers    |  |
| 10             | Martin Peters     |  |
| 11             | Ralph Coates (en) |  |
|                |                   |  |
| Remplaçants :  |                   |  |
| 12             | Ray Evans (en)    |  |
| 13             | Barry Daines (en) |  |
| 14             | Terry Naylor (en) |  |
| 15             | John Pratt (en)   |  |
| 16             | Jimmy Pearce (en) |  |
|                |                   |  |
| Entraîneur :   |                   |  |
| Bill Nicholson |                   |  |

| ·             |                     |     |
| Titulaires :  |                     |     |
|               |                     |     |
| 1             | Phil Parkes (en)    |     |
| 2             | Bernard Shaw (en)   |     |
| 3             | Gerry Taylor (en)   |     |
| 4             | Danny Hegan (en)    |     |
| 5             | Frank Munro         |     |
| 6             | John McAlle (en)    |     |
| 7             | Jim McCalliog       |     |
| 8             | Kenny Hibbitt (en)  | 55e |
| 9             | John Richards       |     |
| 10            | Derek Dougan        | 84e |
| 11            | Dave Wagstaffe (en) |     |
|               |                     |     |
| Remplaçants : |                     |     |
| 12            | Derek Parkin        |     |
| 13            | Rod Arnold (en)     |     |
| 14            | Mike Bailey (en)    | 55e |
| 15            | Hugh Curran (en)    | 84e |
| 16            | Steve Daley (en)    |     |
|               |                     |     |
| Entraîneur :  |                     |     |
| Bill McGarry  |                     |     |

| ·              |                   |  |
| Titulaires :   |                   |  |
|                |                   |  |
| 1              | Pat Jennings      |  |
| 2              | Joe Kinnear       |  |
| 3              | Cyril Knowles     |  |
| 4              | Alan Mullery      |  |
| 5              | Mike England      |  |
| 6              | Phil Beal (en)    |  |
| 7              | Alan Gilzean      |  |
| 8              | Steve Perryman    |  |
| 9              | Martin Chivers    |  |
| 10             | Martin Peters     |  |
| 11             | Ralph Coates (en) |  |
|                |                   |  |
| Remplaçants :  |                   |  |
| 12             | Ray Evans (en)    |  |
| 13             | Barry Daines (en) |  |
| 14             | Terry Naylor (en) |  |
| 15             | John Pratt (en)   |  |
| 16             | Jimmy Pearce (en) |  |
|                |                   |  |
| Entraîneur :   |                   |  |
| Bill Nicholson |                   |  |

| ·             |                     |     |
| Titulaires :  |                     |     |
|               |                     |     |
| 1             | Phil Parkes (en)    |     |
| 2             | Bernard Shaw (en)   |     |
| 3             | Gerry Taylor (en)   |     |
| 4             | Danny Hegan (en)    |     |
| 5             | Frank Munro         |     |
| 6             | John McAlle (en)    |     |
| 7             | Jim McCalliog       |     |
| 8             | Kenny Hibbitt (en)  | 55e |
| 9             | John Richards       |     |
| 10            | Derek Dougan        | 84e |
| 11            | Dave Wagstaffe (en) |     |
|               |                     |     |
| Remplaçants : |                     |     |
| 12            | Derek Parkin        |     |
| 13            | Rod Arnold (en)     |     |
| 14            | Mike Bailey (en)    | 55e |
| 15            | Hugh Curran (en)    | 84e |
| 16            | Steve Daley (en)    |     |
|               |                     |     |
| Entraîneur :  |                     |     |
| Bill McGarry  |                     |     |